# ریکا ایشیدا
ریکا ایشیدا (انگلیسی: Rika Ishida؛ زادهٔ ۱۸ ژوئن ۱۹۸۱) بازیکن هاکی روی چمن زن اهل ژاپن است.